# Cessna 180
Die Cessna 180 ist ein vier- bis sechssitziges Leichtflugzeug des US-amerikanischen Herstellers Cessna.

## Geschichte

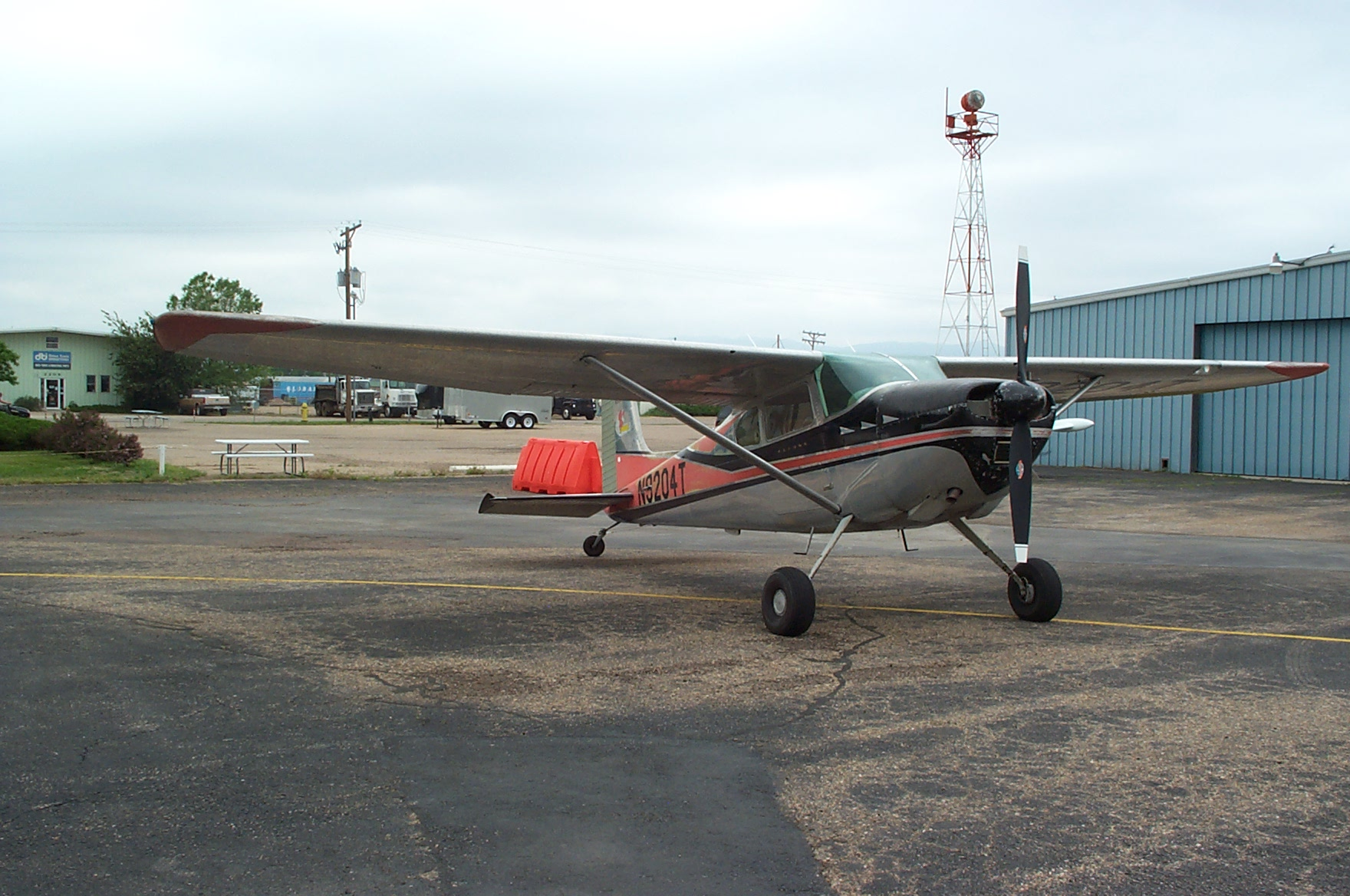
1960 Cessna 180 Skywagon

Im Herbst 1951 begann die Entwicklung der Cessna 180 als schwerere und leistungsstärkere Alternative zur Cessna 170. Projektleiter war Web Moore. Da die Triebwerksleistung etwa 55 % höher lag als beim Ausgangsmodell, war man gezwungen, das Leitwerk und die Ruder zu vergrößern, um das Rückdrehmoment und den Drall bei Start und Landung zu beherrschen.
Der Erstflug des Prototyps mit dem Luftfahrzeugkennzeichen N41697 fand am 26. Mai 1952 statt. Verantwortlicher Luftfahrzeugführer war dabei Cessna-Testpilot William D. Thompson.
Im Jahre 1956 wurde die Cessna 182 als Bugrad-Version der 180 der Öffentlichkeit vorgestellt. Die Cessna 185, ein leistungsstärkeres Schwestermodell mit Spornradfahrwerk, kam 1960 hinzu. Zeitweilig wurden alle drei Versionen parallel produziert. Im Laufe der Zeit wurde für sie der Namenszusatz „Skywagon“ (etwa: Himmelswagen) der Cessna 185 auch für die Cessna 180 übernommen.
Die Produktion wurde am 10. September 1981 eingestellt. Insgesamt wurden 6207 Maschinen hergestellt.

## Konstruktion
Die Cessna 180 ist als klassischer Schulterdecker in Metallbauweise (Aluminium-Legierung) ausgeführt. Der Rumpf ist eine Semi-Monocouque-Konstruktion aus Spanten und Stringern, auf die von außen eine Blechhülle aufgenietet wurde. Gleiches gilt auch für die abgestrebten Tragflächen.
Das Hauptfahrwerk der Cessna 180 ist aus Federstahl gefertigt, das lenkbare Spornrad ist an einem Stahlrohr befestigt.
Als Motor kam ein Continental O-470 mit 225–230 PS in unterschiedlichen Baureihen zum Einsatz:
- 1953: Continental O-470-A

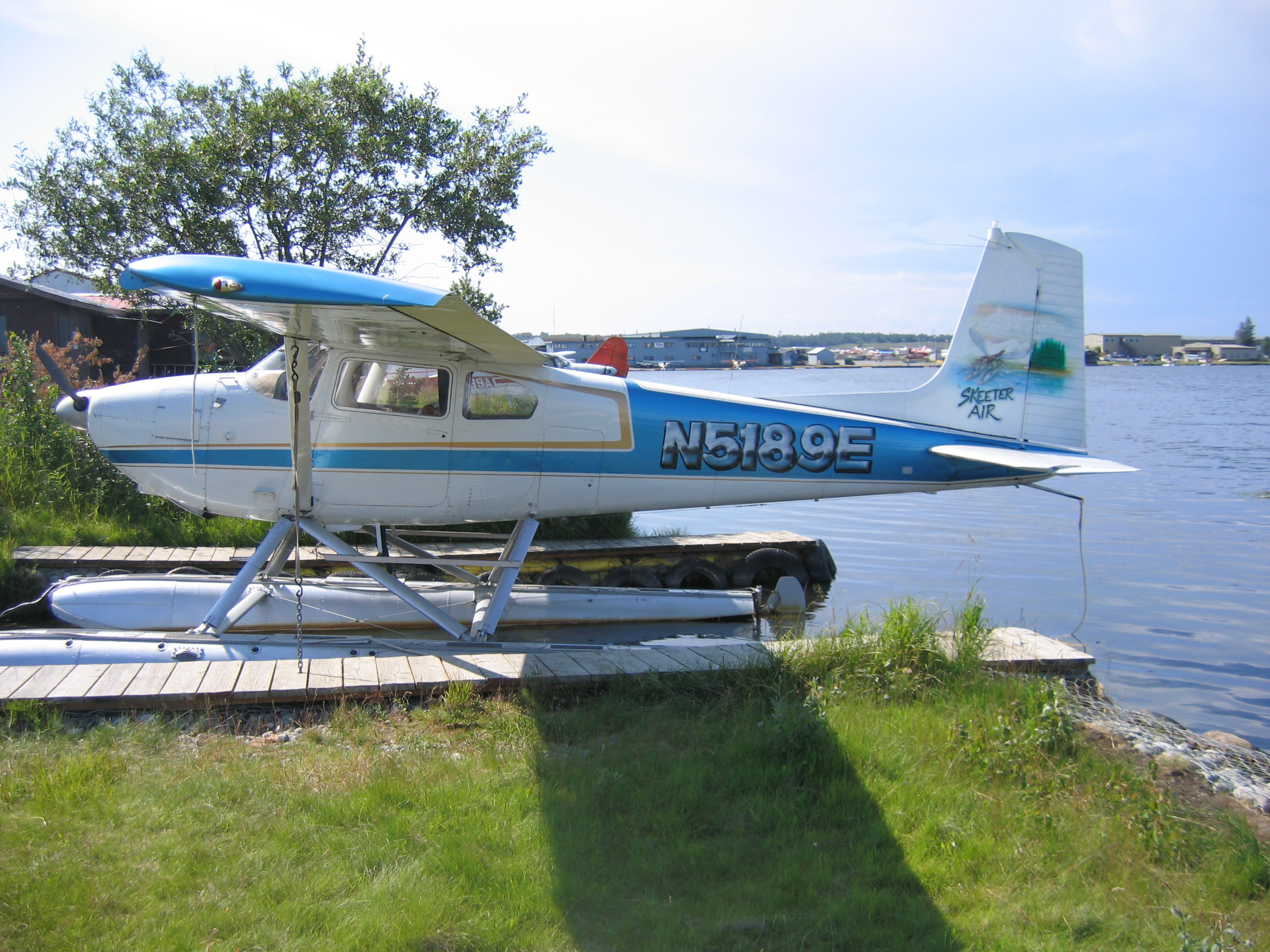
1959 Cessna 180B auf Schwimmern

- 1954 bis 1955: Continental O-470-J
- 1956 bis 1961: Continental O-470-K
- 1962 bis 1972: Continental O-470-R
- 1973 bis 1976: Continental O-470-S
- 1977 bis zum Ende der Produktion: Continental O-470-U

Flugzeuge, die zwischen 1953 und 1963 produziert wurden, haben zwei Seitenfenster. Ab 1964 wurde der Rumpf der Cessna 185 verwendet, sodass Maschinen dieser Baujahre drei Seitenfenster haben. Allerdings gibt es auch einige Exemplare von Ende 1962 mit drei Seitenfenstern.
Anstelle des Räder können auch Schwimmer montiert werden, wenn vom Werk ein spezielles float kit mit Verstärkungen an stark beanspruchten Stellen des Fahrwerks installiert wurde.

## Nutzung
Die Cessna 180 wird aufgrund ihrer Vielseitigkeit und Robustheit bis heute von Buschpiloten in aller Welt geflogen.

### Rekordflug

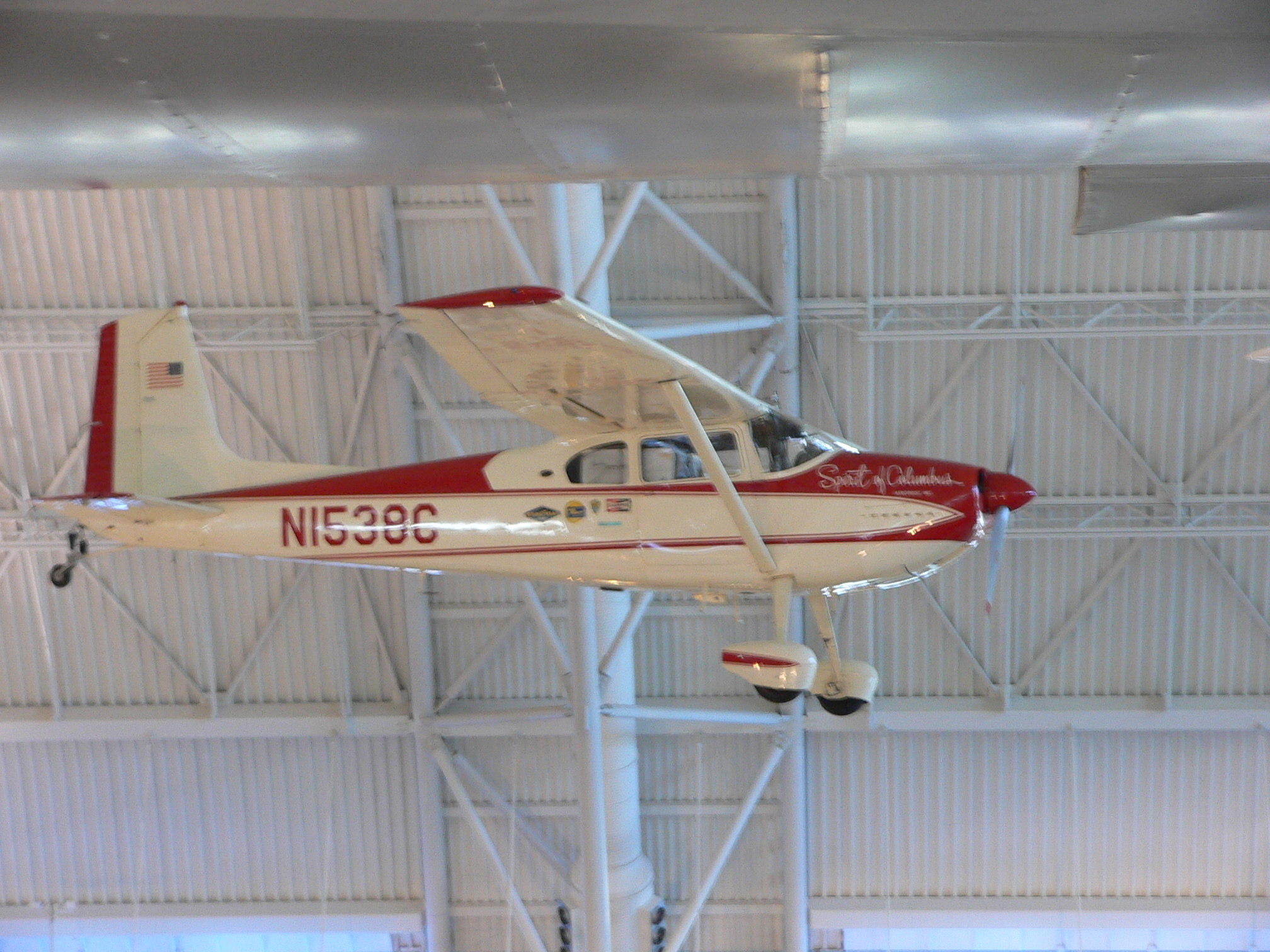
Jerrie Mocks Cessna 180

Im Jahr 1964 gelang Geraldine „Jerrie“ Mock die Weltumrundung in einer Cessna 180. Die 1953 gebaute Spirit of Columbus mit dem Luftfahrzeugkennzeichen N1538C ging nach dem Flug in den Besitz der Firma Cessna über, wo sie über einer der Montagelinien unter der Decke der Fabrikhalle aufgehängt wurde. Derzeit ist sie im National Air and Space Museum ausgestellt.

### Militärisch
Australien
- Royal Australian Air Force[3]
- Australian Army[4]

 El Salvador
 Guatemala
 Honduras
 Israel
 Mexiko
 Nicaragua
 Philippinen
 Thailand
 Uruguay

## Technische Daten
| Kenngröße             | Daten                                                                       |
| --------------------- | --------------------------------------------------------------------------- |
| Besatzung             | 1                                                                           |
| Passagiere            | 3, bei späteren Modellen zwei zusätzliche Kindersitze im Gepäckraum möglich |
| Länge                 | 7,98 m                                                                      |
| Spannweite            | 10,98 m                                                                     |
| Höhe                  | 2,29 m                                                                      |
| Flügelfläche          | 16 m²                                                                       |
| Flügelstreckung       | 7,5                                                                         |
| Leermasse             | 690 kg                                                                      |
| Startmasse            | 1.158 kg                                                                    |
| Reisegeschwindigkeit  | max. 139 kn                                                                 |
| Höchstgeschwindigkeit | 143 kn bis 169 kn (je nach Modell und Seriennummer)                         |
| Dienstgipfelhöhe      | 6.098 m (20.000 ft)                                                         |
| Reichweite            | 1.247 km                                                                    |
| Triebwerke            | Continental O-470                                                           |
| Steigrate             | 350 m/min (1.150 ft/min)                                                    |